# Dexter Seigler
Dexter E. Seigler (* 11. Januar 1972 in Avon Park, Florida) ist ein ehemaliger US-amerikanischer American-Football-Spieler. Er spielte auf der Position des Defensive Backs in der National Football League und der NFL Europe.

## NFL

### Miami Dolphins
Nachdem Seigler im NFL Draft 1994 nicht ausgewählt wurde, verpflichteten ihn die Miami Dolphins, auf dessen Practice Squad er seine Rookiesaison verbrachte.

### Seattle Seahawks
1995 verpflichteten die Seattle Seahawks Seigler. Am 28. August 1995 wurde Seigler entlassen. Am 29. August 1995 wurde Seigler von den Seattle Seahawks für ihren Practice Squad verpflichtet. Am 4. September 1997 wurde er von den Seahawks entlassen. Am 20. November 1997 wurde Seigler erneut verpflichtet.

### Arizona Cardinals
Am 18. Juni 1998 wurde Seigler von den Arizona Cardinals verpflichtet. Am 26. August 1998 wurde er entlassen.

## NFL Europe
Nach seiner Entlassung bei den Cardinals verpflichteten ihn die Amsterdam Admirals, wo er in den Saisons 1998 und 1999 spielte. In seiner ersten Saison wurde er in das NFL Europe All-Star Team gewählt.